# ARO

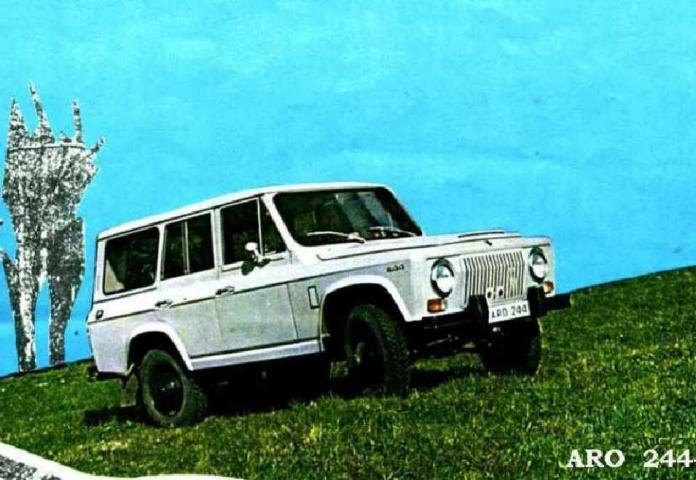
ARO 244 (1977年)

AROはかつてルーマニアに本社を置いていた自動車製造メーカー。

## 歴史
AROは1957年に設立。主にオフロードカーを製造していた。代表する車としてはIMSシリーズ、10シリーズ、24シリーズであった。2006年に経営破綻。